# Continental cowboy
Continental cowboy is een muziekalbum van The Major Dundee Band uit juli 1990. De countrysongs op de cd werden (grotendeels) geschreven door Dick van Altena, de leadzanger van deze band.
Toni Willé, de voormalig zangeres van Pussycat, zingt op de achtergrond mee. Daarnaast leverde ze de tweede helft in het duet It turned out to be you dat hetzelfde jaar ook op een single verscheen. Het album werd goed ontvangen en nummers als Sweet little Liza en Good old country song zijn klassiekers geworden in de Nedercountry. Ook It turned out to be you werd verschillende malen in Nederland gecoverd.

## Nummers
| #   | nummer                  | duur |
| --- | ----------------------- | ---- |
| 1.  | Continental cowboy      | 3:13 |
| 2.  | Sometimes love          | 2:28 |
| 3.  | It turned out to be you | 4:05 |
| 4.  | Wochedun                | 3:34 |
| 5.  | Sweet little Liza       | 3:22 |
| 6.  | Me & Jack               | 5:12 |
| 7.  | Adieu cherie            | 2:37 |
| 8.  | Said and done           | 4:35 |
| 9.  | Loretta                 | 4:02 |
| 10. | Good old country song   | 2:58 |
| 11. | The tide is high        | 3:25 |
| 12. | Come on Rosie           | 3:48 |